# Laurent Baridon
Laurent Baridon est un historien de l'art français, docteur en art et archéologie et professeur d'histoire de l'art contemporain à l'Université Lumière-Lyon-II, enseignant-chercheur à l’université Pierre Mendès-France de Grenoble au sein de l'équipe "Art, imaginaire, société" du Laboratoire de recherche historique Rhône-Alpes. Il est né en 1962,.

## Biographie
Laurent Baridon est spécialisé dans les domaines de l'art et de l'architecture des XIXe et XXe siècles mais également dans la caricature et la satire visuelle.

## Publications
Il a notamment publié : 
- Un atlas imaginaire. Cartes allégoriques et satiriques (Citadelles & Mazenod, 2011) ;
- L'art et l’histoire de la caricature. Des origines à nos jours, avec Martial Guédron, (Citadelles & Mazenod, 2006) ;
- Homme animal, Histoires d’un face à face, avec Martial Guedron, Strasbourg, Les musées de Strasbourg, Adam Biro, 2004 ;
- Corps et Arts ; Physionomies et physiologies dans les arts visuels, avec Martial Guédron, (L'Harmattan, 1999) ;
- L’Imaginaire scientifique de Viollet-le-Duc (L'Harmattan, 1996).